# Suçães
Suçães es una freguesia portuguesa situada en el municipio de Mirandela. Según el censo de 2021, tiene una población de 507 habitantes.